# Вакуумна техніка

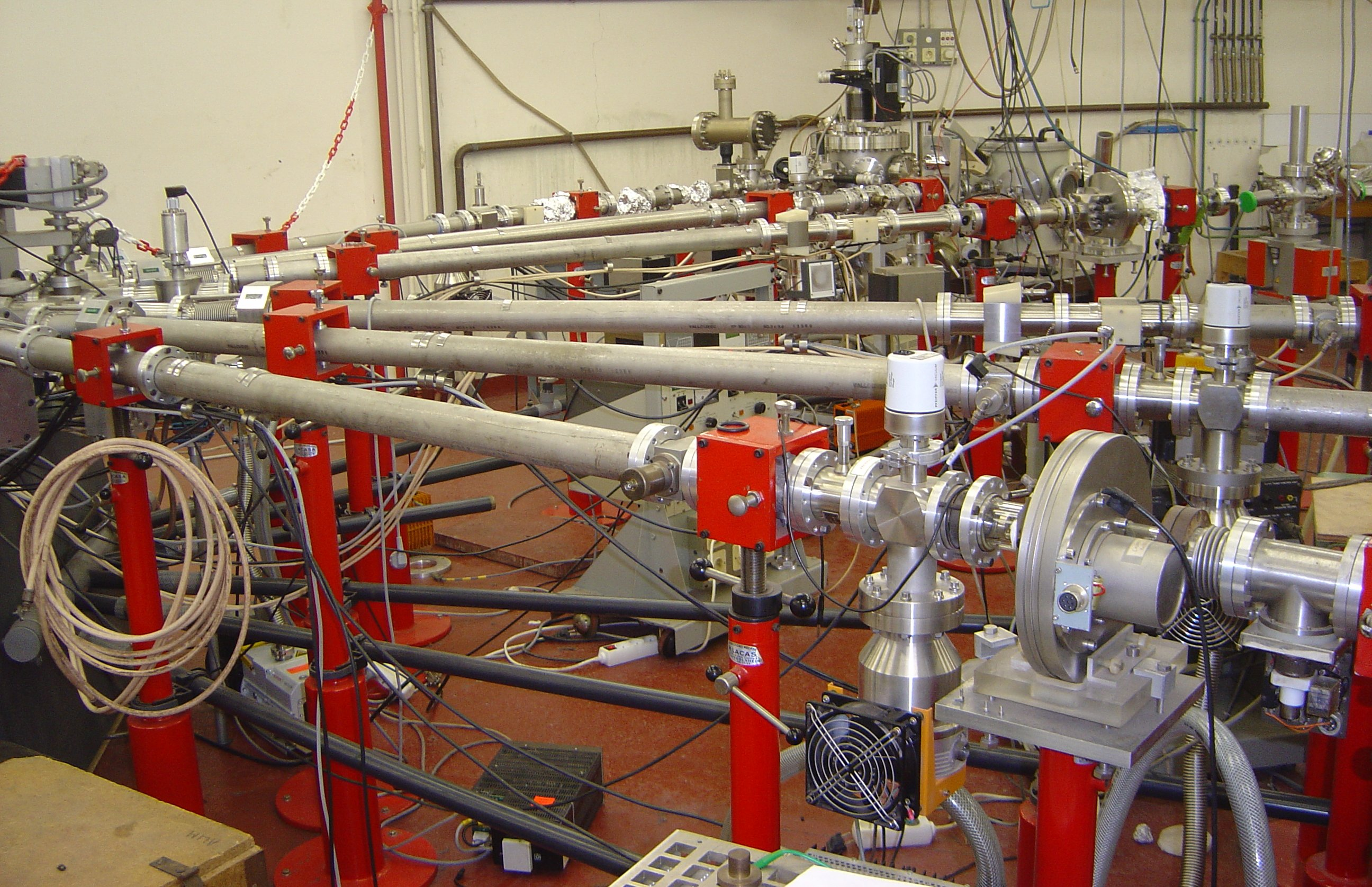
Вакуумне устаткування у лабораторії кампусу Жуссьє (Jussieu) Університету імені П'єра і Марії Кюрі (Париж)

Ва́куумна те́хніка (англ. vacuum engineering) — технічні системи та елементи для одержання і підтримування вакууму, прикладна наука про них, техніка здійснення вакуумних вимірювань, а також розроблення, конструювання і застосування вакуумних пристроїв.

## Історія розвитку вакуумної техніки
Попередником вакуум-насосу вважається всмоктувальний насос, який був відомий ще римлянам. Подвійна дія всмоктувального насосу була винайдена в Помпеях. Арабський інженер Аль-Жазарі також описав всмоктувальний насос в 13-му столітті. Він зазначав, що його модель була збільшеною версією сифону, який візантійці використовували для вивантаження грецького вогню. Повторно всмоктувальний насос було сконструйовано в Європі в 15-му столітті.
Початком наукового етапу у розвитку вакуумної техніки можна вважати 1643 р., коли Торрічеллі вперше виміряв атмосферний тиск. Близько 1650 року Отто фон Геріке (Otto von Guericke) винаходить механічний поршневий насос з водяним ущільнювачем. Вивчалася поведінка різних систем і живих організмів у вакуумі.
Нарешті, у 80-х роках XIX ст. людство зробило крок в технологічний етап створення вакуумних приладів і техніки. Це було пов'язано з винаходом ртутно-поршневого насоса в 1862 році і потребою в вакуумуванні з боку народжуваної електролампової промисловості. Починають винаходитися такі вакуум-насоси: обертальний (Геде, 1905), кріосорбційний (Дж. Дьюар, 1906), молекулярний (Геде, 1912), дифузний (Геде, 1913); манометри: компресійний (Г. Мак-Леод, 1874), тепловий (М. Пірані, 1909), іонізаційний (О. Баклі, 1916).

## Класифікація вакуум-насосів
Вакуум-насоси класифікують як за типом вакууму, так і за будовою.

### Класифікація насосів за параметрами
Область тисків, з якою має справу вакуумна техніка, охоплює діапазон від 105 до 10−12 Па. Ступінь вакууму характеризується коефіцієнтом Кнудсена, величина якого визначається відношенням середньої довжини вільного пробігу молекул газу до лінійного ефективного розміру вакуумного елемента. Ефективними розмірами можуть бути відстань між стінками вакуумної камери, діаметр вакуумного трубопроводу, відстань між електродами приладу.
Вакуум-насоси за характеристиками і, відповідно, за призначенням, поділяються на надвисоковакуумні, високовакуумні, середньовакуумні та низьковакуумні. 

### Класифікація насосів за конструктивною ознакою

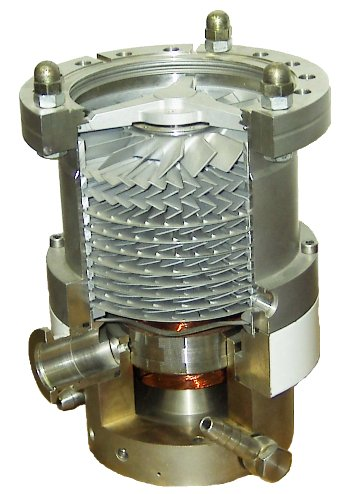
Турбомолекулярний насос у розрізі

Залежно від принципу дії й конструктивних особливостей вакуумні насоси бувають механічні та фізико-хімічні.
- Механічні:
  - поршневі (у тому числі ртутно-поршневі);
  - діафрагмові;
  - пластинчасто-роторні (в тому числі рідинно-кільцеві);
  - гвинтові;
  - конструкції Рутса;
  - золотникові;
  - спіральні тощо.
- Фізико-хімічні:
  - магніторозрядні;
  - струменеві;
  - сорбційні;
  - кріогенні тощо.

## Вакуум-насос: застосування
Для отримання того чи іншого вакууму потрібні відповідні вакуум-насоси або їх комбінація. Вибір насосу визначається родом і кількістю газів, що пропускаються насосом, діапазоном робочих тисків
насосу і його параметрами. Не існує такого вакуум-насосу, за допомогою якого можна було б забезпечити отримання вакууму у всьому діапазоні тисків з прийнятною ефективністю.

### Поршневі вакуум-насоси
Поршневі вакуум-насоси широко застосовуються в хімічній промисловості в тих процесах, де потрібен тиск близько 5 — 100 мм рт. ст. Ці насоси надійні в роботі і прості в обслуговуванні та можуть відкачувати гази, що містять крапельну рідину.

### Обертальні масляні вакуум-насоси
Обертальні масляні вакуум-насоси досить широко поширені в хімічній промисловості. Вони застосовуються в тих випадках, коли необхідно створити тиск порядку 0,5 — 0,001 мм рт. ст. Ці насоси можуть використовуватися і як форвакуумні і для відкачування великих об'ємів повітря від атмосферного тиску. Ці насоси можуть застосовуватися і в таких хімічних процесах, як сушіння, дистиляція та ін. У цьому випадку насос має спеціальний газобаластний пристрій. Обертальні масляні вакуум-насоси вимагають більш ретельного догляду і не допускають попадання води, водорозчинних кислот і лугів в робочу камеру насоса.

### Пластинчасто-роторні вакуум-насоси
Обертальні вакуум-насоси з ковзними пластинами застосовуються в основному для видалення основної маси повітря або газу з виробничих ємностей великих об'ємів, а також для створення централізованих систем попереднього розрідження на підприємствах хімічної промисловості. Обертальні вакуум-насоси з рідинним поршнем широко поширені в хімічній промисловості. Ці насоси відрізняються простотою будови і обслуговування, довговічністю, можуть застосовуватися у всіх процесах хімічної технології, де потрібен тиск порядку 25-600 мм рт. ст. Вони незамінні в разі стиснення газів, що не допускають контакту з мастилом та займаються при низькій температурі або легкому іскроутворенні і для інших спеціальних умов.

### Пароежекторні вакуум-насоси
В основному використовуються в тих хімічних виробництвах, де необхідний тиск порядку 1-100 мм рт. ст. Насоси цього типу все більше застосовуються в хімічній промисловості. Відмінною особливістю цих насосів є те, що в них немає рухомих частин і основним робочим механізмом є струмінь пари.

### Дифузійні вакуум-насоси
Робочим механізмом в них є струмінь пари ртуті або масла. Застосовуються ці вакуум-насоси в основному в лабораторній практиці для отримання тиску порядку 2x10−6 — 3x10−7 мм рт. ст. Також вони можуть працювати при тиску попереднього вакууму порядку 1 мм рт.
ст.

### Іонні вакуум-насоси
Розроблені та застосовуються так звані іонні насоси. Вони відрізняються тим, що для своєї роботи не вимагають використання робочої рідини. Ці насоси застосовуються тільки при дослідних роботах і дозволяють створювати тиск порядку 1x10−6 — 3x10−8 мм рт.ст.

## Вакуумні камери

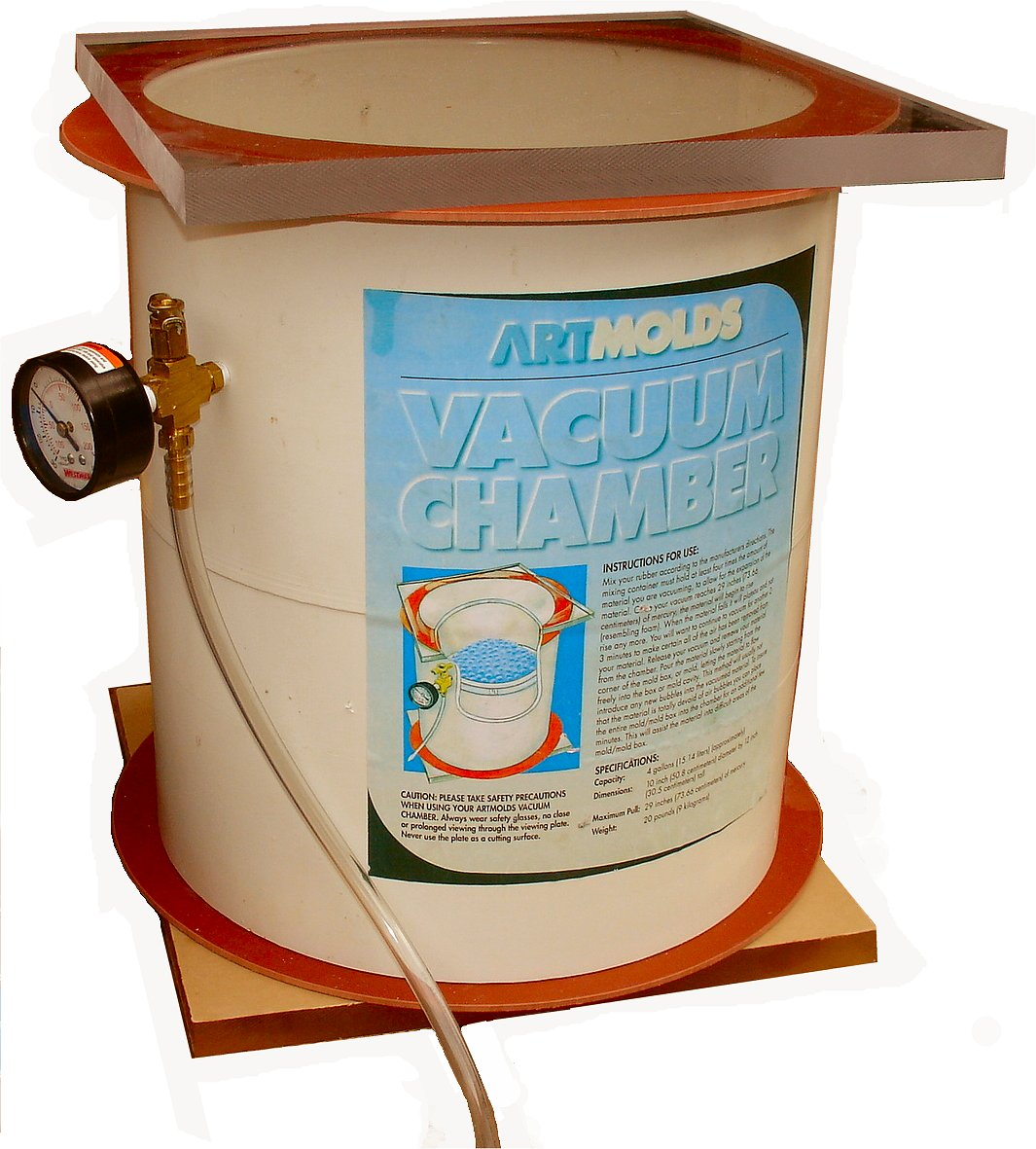
Вакуумна камера для деаерації каучуків і смол

Вакуумна камера (англ. vacuum chamber) — елемент вакуумної системи, в якому створюється вакуум, необхідний для забезпечення перебігу різних технологічних процесів.
За областю використання вакуумні камери бувають:
- вакуумні камери великого об'єму, але з низьким вакуумом широко використовуються для вакуумного сушіння матеріалів, зокрема, деревини, деаерації сировини тощо.
- вакуумні камери, що використовуються при випробуваннях космічних апаратів.
- вакуумні камери для експериментів по утримуванню плазми, отриманню антиматерії й інші, де частки не повинні взаємодіяти із сторонньою речовиною;
- вакуумна камера  прискорювача заряджених частинок (для того, щоб пучок часток не розсіювався, необхідний високий вакуум).

## Вакуумметри

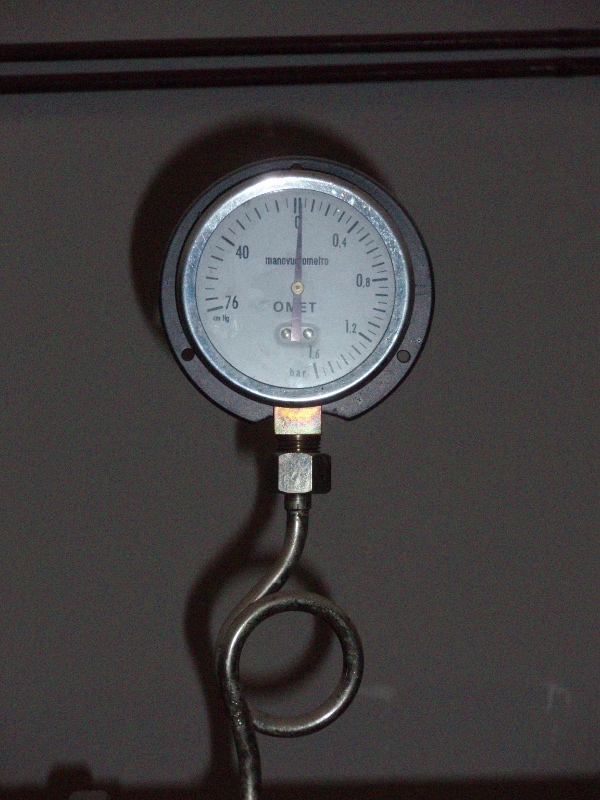
Мановакууметр

Прилади для вимірювання тиску газу нижче від атмосферного називаються вакуумметрами (англ. vacuum gauge). 
Конструктивно вакуумметри складаються з двох елементів: манометричного перетворювача тиску і вимірювального блоку. За принципом дії вакуумметри можна звести до таких класів: 
- деформаційні, що використовують як чутливий елемент сильфон, мембрану, трубку Бурдона тощо, в яких деформація чутливого елемента є мірою тиску;
- рідинні (гідростатичні), такі, що безпосередньо вимірюють тиск (U-подібні вакуумметри та їх модифікації);
- компресійні, дія яких базується на законах ізотермічного стиснення ідеального газу (вакуумметр Мак-Леода);
- теплові вакуумметри, що використовують залежність теплопровідності газу від тиску (вони розділяються на термопарні і вакуумметри опору);
- іонізаційні, в яких для перетворення та формування сигналу використовується іонізація газу, які, у свою чергу, поділяють на: 
  - електророзрядні, принцип дії яких базується на залежності параметрів електричного розряду в розрідженому газі від тиску;
  - електронні іонізаційні, іонізація газів в яких здійснюється потоком електронів, що прискорюються електричним полем;
  - магнітно-іонізаційні, дія яких базується на залежності іонного струму електричного розряду в магнітному полі від вимірюваного тиску;
  - радіоізотопні, дія яких базується на іонізації газу радіоактивним джерелом і залежності іонного струму електричного розряду від вимірюваного тиску.